# Гаспаров, Борис Михайлович
Бори́с Миха́йлович Гаспа́ров (род. 16 января 1940, Ростов-на-Дону, СССР) — советский и американский лингвист, семиотик, литературовед, музыковед. Автор гипотезы лингвистического существования. Доктор филологических наук, профессор.

## Биография
Родился 16 января 1940 года в Ростове-на-Дону в армянской семье.
В 1961 году окончил филологический факультет Ростовского государственного университета. На протяжении двух лет преподавал в Бельцком государственном педагогическом институте.
В 1965 году окончил аспирантуру при кафедре общего языкознания МГПИ имени В. И. Ленина и там же под научным руководством И. А. Василенко защитил диссертацию на соискание учёной степени кандидата филологических наук («Структурно-семантические особенности предлогов в древнерусском языке»). В 1968 году заочно окончил Московский музыкально-педагогический институт имени Гнесиных по кафедре музыковедения.
В 1968—1980 годах преподавал в Тартуском университете, был членом редакционной коллегии и постоянным автором «Трудов по знаковым системам».
В 1971 году в Тартуском университете защитил диссертацию в трёх томах «Проблемы функционального описания предложения (на материале современного русского языка)» на соискание учёной степени доктора филологических наук.
В 1980 году эмигрировал в США вместе с женой, литературоведом-славистом Ириной Ароновной Паперно (р. 1952).
В 1981—1983 годах профессор Стэнфордского университета.
В 1983—1993 годах профессор Калифорнийского университета в Беркли.
С 1993 года в Колумбийском университете.
Также в различное время читал курсы лекций, преподавал в Санкт-Петербургском государственном университете, Хельсинкском университете, Томском государственном университете, Уральском государственном университете и РГГУ.
Основатель семинара в Колумбийском университете по культуре романтизма. Автор более ста работ по музыковедению, языкознанию и литературоведению — в том числе, ставшие классическими книги о «Слове о полку Игореве», о поэтическом языке Пушкина, о «Мастере и Маргарите» М. А. Булгакова.
Член Консультационного совета научного журнала Санкт-Петербургской государственной консерватории имени Н. А. Римского-Корсакова Opera Musicologica.

## Преподавательская деятельность в России
В 2007 году на филологическом факультете СПбГУ читал специальный курс лекций «Борис Пастернак и Осип Мандельштам: поэтические образы, язык, эпоха».
В 2009—2010 годах руководил научно-образовательным проектом в РГГУ по программе «Научные и научно-педагогические кадры инновационной России» 2009—2013, в рамках которого были прочитаны 2 цикла лекций: http://tvkultura.ru/article/show/article_id/24915
5 февраля 2013 года на факультете филологии НИУ ВШЭ провёл мастер-класс «Феноменология Пушкина», посвящённый проблемам герменевтики и интерпретации классических текстов.
17-21 мая 2013 года прочитал специальный курс лекций «Сталинизм как культурная парадигма: культурное сознание, эстетические категории, художественное творчество» в Сибирском федеральном университете.

## Научные труды

### Монографии
- Гаспаров Б. М. Из лекций по синтаксису русского языка. — Тарту, 1971;
- Гаспаров Б. М. Сравнительная грамматика славянских языков. Т. 1, Фонетика. — Тарту, 1974;
- Гаспаров Б. М. Поэтика «Слова о полку Игореве». — Вена, 1984;
- Гаспаров Б. М. Поэтический язык Пушкина как факт истории русского литературного языка. — Вена, 1992;
- Гаспаров Б. М. Литературные лейтмотивы. Очерки по русской литературе XX в. — М.: Наука, 1994;
- Гаспаров Б. М. Язык, память, образ. Лингвистика языкового существования. — М.: Новое литературное обозрение, 1996. — 352 с. ISSN-0869-6363 ISBN 5-86793-020-3 (копия);
- Гаспаров Б. М. Поэтический язык Пушкина как факт истории русского литературного языка. — СПб.: Академический проект, 1999;
- Гаспаров Б. М. Поэтика «Слова о полку Игореве». — М., «Аграф», 2000.
- Gasparov B. M. «Five Operas and a Symphony: Word and Music in Russian Culture» 2005
- Гаспаров Б. М. Пять опер и симфония. Слово и музыка в русской культуре / Б. М. Гаспаров. / Пер. с англ. С. Ильина. — М. : Классика-XXI, 2009. — 317 с. ISBN 978-5-89817-291-6
- Гаспаров Б. М. Борис Пастернак: по ту сторону поэтики (Философия. Музыка. Быт) / Борис Михайлович Гаспаров. — М.: Новое литературное обозрение, 2013. — 272 с. ISBN 978-5-4448-0046-1

### Статьи
- Гаспаров Б. М. Некоторые вопросы структурного анализа музыкального языка // «Учёные записки Тартуского государственного университета, вып. 236. Труды по знаковым системам», т. 4. Тарту: Изд-во Тартуского гос. ун-та., 1969. — С. 181—183. — 534 с.
- Гаспаров Б. М. Структурный метод в музыкознании // Советская музыка. — 1972. — № 2. — С. 42-51.
- Гаспаров Б. М. О некоторых принципах структурного анализа музыки. // Проблемы музыкального мышления: Сб. статей. — М.: Музыка, 1974. — С. 129—152.
- Гаспаров Б. М. К проблеме изоморфизма уровней музыкального языка: на материале гармонии венского классицизма // Учёные записки Тартуского государственного университета: вып. 365. Труда по знаковым системам: т. 7. Тарту, 1975. — С. 217—240.
- Гаспаров Б. М. Некоторые дескриптивные проблемы музыкальной семантики // Учёные записки Тартуского государственного университета: вып. 411. Труды по знаковым системам: т. 8. Тарту, 1977. — С. 120—137.
- Гаспаров Б. М. Устная речь как семиотический объект // Учёные записки Тартуского университета. 1978. — Вып. 442. — С. 63-112
- Гаспаров Б. М. Из наблюдений над мотивной структурой романа М. А. Булгакова «Мастер и Маргарита» // Даугава, 1988, № 10-12; 1989, № 1. 1990, № 1, также «Литературное Обозрение», 1989, № 10.
- Гаспаров Б. М. Мой до дыp // Новое литературное обозрение. — № 1. — 1992.
- Гаспаров Б. М. В поисках «Другого» (Французская и восточноевропейская семиотика на рубеже 1970-х годов) // Новое литературное обозрение. — 1995. — № 14. (копия 1), (копия 2)
- Гаспаров Б. М. Развитие или реструктурирование: Взгляды академика Т. Д. Лысенко в контексте позднего авангарда (конец 1920—1930-е годы) // Логос, 1999, № 11-12, с. 21-36.
- Гаспаров Б. М. Введение: в тени литературы. // Гаспаров Б. М. Пять опер и симфония. Слово и музыка в русской культуре. / Б. М. Гаспаров. — М. : Классика-XXI, 2009. — С. 5-14. — Коммент.: с. 285—286 . — ISBN 978-5-89817-291-6
- Гаспаров Б. М. Звук и высказывание: о русском национальном музыкальном стиле. // Гаспаров Б. М. Пять опер и симфония. Слово и музыка в русской культуре / Б. М. Гаспаров. — М. : Классика-XXI, 2009. — С. 15-42. — Коммент.: с. 286—287 . — ISBN 978-5-89817-291-6
- Гаспаров Б. М. Прощание с очарованным садом: Пушкин, «Руслан и Людмила» Глинки и николаевская Россия. // Гаспаров Б. М. Пять опер и симфония. Слово и музыка в русской культуре / Б. М. Гаспаров. — М. : Классика-XXI, 2009. — С. 43-86. — Коммент.: 287—294 . — ISBN 978-5-89817-291-6
- Гаспаров Б. М. Евгений Онегин в век реализма. // Гаспаров Б. М. Пять опер и симфония. Слово и музыка в русской культуре. / Б. М. Гаспаров. — М. : Классика-XXI, 2009. — С. 87-132. — Коммент.: 294—300. — ISBN 978-5-89817-291-6
- Гаспаров Б. М. «Хованщина»: музыкальная драма в русском стиле (Вагнер и Мусоргский) // Гаспаров Б. М. Пять опер и симфония. Слово и музыка в русской культуре / Б. М. Гаспаров. — М. : Классика-XXI, 2009. — С. 133—178. — Коммент.: с. 300—306. — ISBN 978-5-89817-291-6
- Гаспаров Б. М. Заблудившийся в символическом городе: множественные хронотопы в «Пиковой даме» Чайковского.// Гаспаров Б. М. Пять опер и симфония. Слово и музыка в русской культуре / Б. М. Гаспаров. — М. : Классика-XXI, 2009. — С. 179—213. — Коммент.: с. 306—309. — ISBN 978-5-89817-291-6
- Гаспаров Б. М. Свидетельство: Четвёртая симфония Шостаковича и конец романтического повествования. // Гаспаров Б. М. Пять опер и симфония. Слово и музыка в русской культуре / Б. М. Гаспаров. — М. : Классика-XXI, 2009. — С. 214—243. — Коммент.: с. 309—312. — ISBN 978-5-89817-291-6
- Гаспаров Б. М. Popolo di Pekino: Московия Мусоргского в Европе начала XX века. // Гаспаров Б. М. Пять опер и симфония. Слово и музыка в русской культуре / Б. М. Гаспаров. — М. : Классика-XXI, 2009. — С. 244—272. — Коммент.: с. 312—317. — ISBN 978-5-89817-291-6
- Гаспаров Б. М. Эпилог: Prima la musica e poi le parole: музыкальная генеалогия государственного гимна. // Гаспаров Б. М. Пять опер и симфония. Слово и музыка в русской культуре / Б. М. Гаспаров. — М. : Классика-XXI, 2009. — С. 273—284. — Коммент.: 317—318. — ISBN 978-5-89817-291-6

## Интервью
- Хондряков, Вадим. Феномен, бесконечно важный // Журнал «Санкт-Петербургский университет». — СПб.: СПбГУ, 28 февраля 2007 года. — № 3 (3751). Архивировано 2 мая 2007 года.
- Нилогов А. С. Была бы философия, а язык для неё найдется // НГ-Ex Libris. — 18.12.2008. Архивировано из оригинала 18 мая 2013 года.
- Конрадова Н. А. Борис Гаспаров: Мне интереснее в России // Сноб. — 06.09.11. Архивировано 23 апреля 2013 года.